# Lijst van gouverneurs van Nagaland
Dit is een lijst van gouverneurs van de Indiase deelstaat Nagaland. De gouverneur is hoofd van de deelstaat en wordt voor een termijn van vijf jaar aangewezen door de president. De rol van de gouverneur is hoofdzakelijk ceremonieel en de echte uitvoerende macht ligt bij de ministerraad, met aan het hoofd de chief minister.
| #   | Naam                             | Begin termijn     | Einde termijn     |
| --- | -------------------------------- | ----------------- | ----------------- |
| 1   | Vishnu Sahay                     | 1 december 1963   | 16 april 1968     |
| 2   | Braj Kumar Nehru                 | 17 april 1968     | 18 september 1973 |
| 3   | Lallan Prasad Singh              | 19 september 1973 | 9 augustus 1981   |
| 4   | Sayed Muzaffar Hussain Burney    | 10 augustus 1981  | 12 juni 1984      |
| 5   | Kotikalapudi Venkata Krishna Rao | 13 juni 1984      | 19 juli 1989      |
| 6   | Gopal Singh                      | 20 juli 1989      | 3 mei 1990        |
| 7   | Madathilparampil Mammen Thomas   | 9 mei 1990        | 12 april 1992     |
| 8   | Lok Nath Mishra                  | 13 april 1992     | 1 oktober 1993    |
| 9   | V. K. Nayyar                     | 2 oktober 1993    | 4 augustus 1994   |
| 10  | O. N. Shrivastava                | 5 augustus 1994   | 11 november 1996  |
| 11  | Om Prakash Sharma                | 12 november 1996  | 27 januari 2002   |
| 12  | Shyamal Datta                    | 28 januari 2002   | 2 februari 2007   |
| wnd | K. Wilson                        | 3 februari 2007   | 4 februari 2007   |
| 13  | Kateekal Sankaranarayanan        | 4 februari 2007   | 28 juli 2009      |
| 14  | Gurbachan Jagat                  | 28 juli 2009      | 14 oktober 2009   |
| 15  | Nikhil Kumar                     | 15 oktober 2009   | 20 maart 2013     |
| 16  | Ashwani Kumar                    | 21 maart 2013     | 27 juni 2014      |
| wnd | Krishan Kant Paul                | 2 juli 2014       | 19 juli 2014      |
| 17  | Padmanabha Acharya               | 19 juli 2014      | 31 juli 2019      |
| 18  | Ravindra Narayana Ravi           | 1 augustus 2019   | huidig            |